# Phylloscartes virescens
El orejerito verdoso (Phylloscartes virescens), también denominado atrapamoscas verde olivo, es una especie de ave paseriforme  de la familia Tyrannidae perteneciente al numeroso género Phylloscartes. Es nativo del noreste de  América del Sur.

## Distribución y hábitat
Se distribuye en el escudo guayanés, desde el este de Guyana, Surinam y Guayana Francesa, hacia el sur, por el noreste de la Amazonia brasileña: noreste de Amazonas, norte de Pará y Amapá.
Esta especie es considerada poco común (tal vez sea apenas ignorada) en su hábitat natural: el dosel y los bordes de selvas húmedas, hasta los 500 m de altitud.

## Sistemática

### Descripción original
La especie P. virescens fue descrita por primera vez por el ornitólogo estadounidense Walter Edmond Clyde Todd en 1925 bajo el mismo nombre científico; su localidad tipo es: «Pied Saut, Oyapock River, Guayana Francesa». El holotipo, un macho adulto colectado el 12 de diciembre de 1917, se encuentra depositado en el Museo Carnegie de Historia Natural bajo el número CM 65327.

### Etimología
El nombre genérico masculino «Phylloscartes» se compone de las palabras del griego «phullon» que significa ‘hoja’, y «skairō» que significa ‘saltar, bailar’; y el nombre de la especie «virescens» en latín significa ‘verdoso’.

### Taxonomía
Es monotípica.